# Liste des évêques et archevêques de Foggia-Bovino
Cette liste recense les noms des évêques qui se sont succédé sur le siège de Bovino, des évêques et archevêques de Foggia, puis des archevêques de l'archidiocèse de Foggia-Bovino depuis la fusion des sièges de Bovino et de Foggia par le décret Instantibus votis de la congrégation pour les évêques du 30 septembre 1986. 

## Évêques de Bovino
- Giovanni (mentionné en 971)
- Odo (mentionné en 1061)
- Ugo (1092 - 1099)
- Giso I (1118 - 1120)
- Alessandro I (1131 - 1137)
- Pandolfo (1175 - 1179)
- Giso II (1182 - 1184)
- Roberto I (1190 - 1215)
- Guglielmo (1215 - 1220)
- Anonyme (mentionné en 1219 et en 1221)
- Pietro I (1223 - 1235)
- Matteo I (1238 - 1240)
- Manerio I (1241 - 1244)
- Giovanni (mentionné en 1250)
- Enrico ? (1269 - 1285)
  - Roberto II (mentionné comme évêque élu vers 1272)
- Manerio II (mentionné en 1289)
- Pietro II (mentionné en 1298)
- Riccardo (mentionné en 1299)
- Alessandro II (1304 - 1309)
- Giacomo (1309 - 1328)
- Rostagno (1328 - 1329)
- Ruggero, O.F.M (1329 - 1340)
- Matteo II (1340 - ?)
- Giovanni (? - ?)
- Guglielmo de Cabilone, O.P (1346 - ?)
- Nicola, O.S.B.Coel (1349 - 1354)
- Pietro d'Argentino, O.E.S.A (1354 - ?)
- Domenico de Sassinoro (1371 - ?)
- Bartolomeo Sparella, O.F.M (1371 - ?)
- Pietro Auletta, O.P (1381 - ?)
- Giovanni (? - 1386)
- Bernardo Ferrari (1386 - ?)
- Antonio, O.F.M (1397 - 1403), nommé évêque de Tortiboli
- Bartolomeo de Porta, O.E.S.A. (1403 - ?)
- Pietro Auletta, O.P (1407 - 1425) (pour la seconde fois)
- Bartolomeo de Sperella, O.F.M (1425 - 1427) (pour la seconde fois)
- Pietro degli Scaleri (1427 - 1463)
- Natulo Lombardi (1463 - 1477)
- Giovanni Candida (1477 - ?)
- Giovanni Battista Gagliardi (1499 - 1510)
- Giovanni de' Capellani (1513 - 1529)
  - Benedetto Accolti (1530 - 1535) (administrateur apostolique)
  - Esteban Gabriel Merino (1535 - 1535) (administrateur apostolique)
- Alfonso Oliva, O.E.S.A (1535 - 1541), nommé archevêque d'Amalfi
- Ferdinando D'Anna (1541 - 1565)
- Giovanni Domenico D'Anna (1565 - 1578)
- Angelo Giustiniani (1578 - 1600)
- Paolo Tolosa, C.R (1601 - 1615), nommé archevêque de Chieti
- Giovanni Antonio Galderisi (1616 - 1658)
- Vincenzo Roviglioni (1658 - 1669)
- Francesco Antonio Curzio (1670 - 1672)
- Giuseppe di Giacomo (1673 - 1684)
- Angelo Cerasi (1685 - 1728)
- Bienheureux Antoine Lucci, O.F.M (1729 - 1752)
- Tommaso Pacelli (1752 - 1780)
  - Siège vacant (1780-1783)
- Nicola Molinari, O.F.M.Cap (1783 - 1792)
  - Siège vacant (1792-1798)
- Vincenzo Maria Parruco Tries, O.P (1798 - 1798)
  - Siège vacant (1798-1818)
- Paolo Garzilli (1818 - 1832), nommé évêque de Sessa Aurunca
- Francesco Iovinelli, C.M (1833 - 1836)
- Francesco Saverio Farace (1837 - 1851)
- Filippo Gallo, C.M (1852 - 1858)
- Giovanni Montuoro (1859 - 1862)
  - Siège vacant (1862-1871)
- Alessandro Cantoli, O.F.M (1871 - 1884)
- Salvatore Maria Bressi, O.F.M.Cap (1884 - 1887), nommé archevêque d'Otrante
- Michele de Jorio (1887 - 1898), nommé évêque de Castellammare di Stabia
- Giuseppe Padula (1898 - 1908), nommé évêque d'Avellino
- Uberto Maria Fiodo (1910 - 1922), nommé évêque de Castellammare di Stabia
- Cornelio Sebastiano Cuccarollo, O.F.M.Cap (1923 - 1930), nommé archevêque d'Otrante
  - Siège vacant (1930-1937)
- Innocenzo Alfredo Russo, O.F.M (1937 - 1959)
- Renato Luisi (1959 - 1963), nommé évêque de Nicastro
  - Siège vacant (1963-1974)
- Giuseppe Lenotti (1974 - 1981)
- Salvatore De Giorgi (1981 - 1986), nommé archevêque de Foggia-Bovino

## Évêques et archevêques de Foggia
- Bernardino Maria Frascolla (1856 - 1869)
- Geremia Cosenza, O.F.M (1872 - 1882)
- Domenico Marinangeli (1882 - 1893), nommé archevêque de Trani
- Carlo Mola, C.O (1893 - 1909)
- Salvatore Bella (1909 - 1920), nommé évêque d'Acireale
- Pietro Pomares y de Morant (1921 - 1924), nommé archevêque de Bari
- Fortunato Maria Farina (1924 - 1954)
- Giuseppe Amici (1954 - 1955), nommé évêque de Cesena
- Paolo Carta (1955 - 1962), nommé archevêque de Sassari
- Giuseppe Lenotti (1962 - 1981)
- Salvatore De Giorgi (1981 - 1986), nommé archevêque de Foggia-Bovino

## Archevêques de Foggia-Bovino
- Salvatore De Giorgi (1986 - 1987), nommé archevêque de Tarante
- Giuseppe Casale (1988 - 1999)
- Domenico Umberto D'Ambrosio (1999 - 2003), nommé archevêque de Manfredonia-Vieste-San Giovanni Rotondo
- Francesco Pio Tamburrino, O.S.B (2003 - 2014)
- Vincenzo Pelvi (2014 - 2023)
- Giorgio Ferretti (2023 - )